# Bambi-Verleihung 2008
Die 60. Bambi-Verleihung fand am 27. November 2008 in der Oberrheinhalle in Offenburg statt. Sie wurde von Harald Schmidt moderiert und live in der ARD übertragen.

## Veranstaltung

### Der Publikums-Bambi
Beim Publikums-Bambi 2008 ging es um die Kategorie Nachrichtenmann. Zur Wahl standen Tom Buhrow, Claus Kleber, Peter Kloeppel, Peter Limbourg und Christoph Teuner. Der Bambi ging an Peter Kloeppel für die Sendung RTL aktuell.

### Und wieder Johannes Heesters
Johannes Heesters war im Vorjahr versprochen worden, er bekäme jedes Jahr einen Bambi, wenn er denn komme. Nun, er kam nicht, weil er parallel zur Bambi-Verleihung in Hamburg auf der Bühne stand. Er bekam trotzdem einen Bambi als ältester lebender und noch aktiver Schauspieler.

### Ein Bambi für ein Kinderhospiz
Das Kinderhospiz Bärenherz in Wiesbaden wurde 2008 als erstes Kinderhospiz in Deutschland mit dem Bambi ausgezeichnet. Bei Bärenherz werden todkranke Kinder nicht nur gepflegt, man versucht auch, ihnen ihr restliches Leben so lebenswert wie möglich zu gestalten. Außerdem werden die Eltern auf den Tod ihrer Kinder vorbereitet und auch danach noch unterstützt. Stellvertretend nahmen Gründer Wolfgang Groh, Leiterin Annette Huwe, Kinderkrankenschwester Ingrid Becker und Ute Büschl den Preis entgegen. Ute Büschl hatte eine Tochter, die unheilbar krank geboren wurde und bereits nach 17 Tagen verstarb. Die Hilfe, die sie dabei von Bärenherz erhalten hatte, wollte sie zurückgeben und engagierte sich dort ehrenamtlich.

## Preisträger

### Ehren-Bambi
Johannes Heesters

### Engagement
Ute Büschl, Annette Huwe, Ingrid Becker und Wolfgang Groh vom Kinderhospiz Bärenherz

 Laudatio: Patricia Riekel

### Entertainment
Stefan Raab für Schlag den Raab

### Fernsehen
Christine Neubauer für Im Tal des Schweigens

### Film National
Nora Tschirner und Til Schweiger für Keinohrhasen

 Laudatio: Iris Berben

### Klassik
Plácido Domingo

 Laudatio: Rolando Villazón

### Kultur
Cornelia Funke

### Lebenswerk
Hardy Krüger

 Laudatio: Claudia Cardinale

### Mode
Tommy Hilfiger

### Moderation
Frank Plasberg für Hart aber fair

### Pop International
Britney Spears

 Laudatio: Karl Lagerfeld

### Publikumspreis Nachrichtenmann
Peter Kloeppel für RTL aktuell

### Schauspiel National männlich
Michael Herbig für Die Geschichte vom Brandner Kaspar
Elmar Wepper für Kirschblüten – Hanami
Benno Fürmann für Nordwand

### Schauspiel National weiblich
Johanna Wokalek für Der Baader Meinhof Komplex
Ursula Werner für Wolke 9
Karoline Herfurth für Im Winter ein Jahr

### Schauspieler International
Keanu Reeves für Der Tag, an dem die Erde stillstand

### Schauspielerin International
Meg Ryan für The Women – Von großen und kleinen Affären

 Laudatio: Christian Berkel

### Shootingstar
Leona Lewis

 Laudatio: Sasha

### Sonderpreis der Jury
Lewis Hamilton Formel 1 Weltmeister 2008

 Laudatio: Boris Becker

### Sport
Matthias Steiner

 Laudatio: Franziska van Almsick